# Mûre et Musc
Mûre et Musc est un parfum féminin de L'Artisan Parfumeur, créé et sorti en 1978.

## Création
En utilisant le musc dans sa composition, Mûre et Musc, créé par Jean-François Laporte (qui vient tout juste de monter sa maison, L'Artisan Parfumeur) lance la mode de l'utilisation de cette matière dans les parfums. Parmi les autres notes de la fragrance, on relève du santal, du patchouli et de la vanille ; Mûre et Musc est membre de la famille « floral fruité ».

## Publicité
Le flacon est dessiné par Pierre Dinand.

## Postérité
On compte parmi les marques influencées : 
- L'Eau de Cheap & Chic de Moschino (2001)
- Promesse de Cacharel (2005)
- Love is All de Guerlain (2005)
- Fuel For Life de Diesel (2007)
- Amethyst de Lalique (2007)
- Nina L'Élixir de Nina Ricci (2010)